# Barbie Principessa Rock
Barbie Principessa Rock (Barbie in Rock 'N Royals) è un film d'animazione del 2015 diretto da Michael Goguen e Karen J. Lloyd. 
È il 30° film di Barbie e come Barbie - La principessa e la povera e Barbie - La principessa e la popstar, la trama è liberamente ispirata a Il principe e il povero di Mark Twain. È inoltre l'ultimo film della serie in cui Barbie interpreta un personaggio che non porta il suo nome.

## Trama
In questo musical ottimista, Barbie interpreta Courtney, una principessa il cui mondo viene sconvolto quando cambia posto con Erika, una famosa rockstar.

## Doppiaggio
| Personaggio     | Doppiatore originale | Doppiatore italiano |
| --------------- | -------------------- | ------------------- |
| Barbie/Courtney | Kelly Sheridan       | Emanuela Pacotto    |